# Ozarba nigroviridis
Ozarba nigroviridis är en fjärilsart som beskrevs av George Francis Hampson 1902. Ozarba nigroviridis ingår i släktet Ozarba och familjen nattflyn. Inga underarter finns listade i Catalogue of Life.